# 邢安邦
邢安邦（英語：Ying On Bong），已婚，香港足球評述員，曾任職於香港寬頻電視體育台擔任記者及主持，現時於Now Sports及有線體育擔任體育節目主持及評述員。
邢安邦曾於聖芳濟書院及浸會大學就讀，其妻子也於浸會大學認識，2003年於澳洲完成大學課程，畢業返回香港後，曾於香港寬頻電視體育台擔任記者及主持。
2004年8月，轉職到ESPN，擔任「世界體育中心」香港版本主播及記者，近年更擔任體育賽事直播評述員，曾先後評述過歐洲聯賽冠軍盃、英格蘭足總盃、英格蘭聯賽盃、一級方程式賽車等賽事。並兼任由亞洲電視直播的蘇格蘭超級聯賽評述。
2015／2016年球季起，他兼任由東網直播的香港超級足球聯賽評述。
2025年起，他出任中國香港體育記者協會主席。

## 外部連結
- ESPN主持人邢安邦[永久]